# Évangéliaire de Mayence

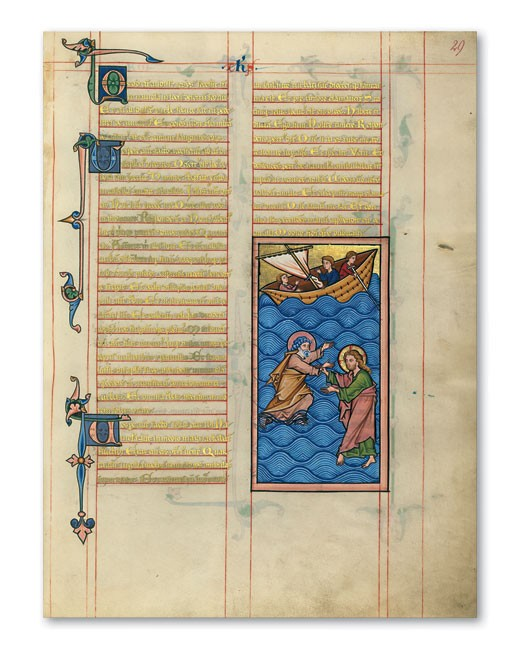
Évangile de Mayence (Codex aureus)

L’Évangéliaire de Mayence (Mainzer Evangeliar en allemagne) est un manuscrit enluminé rédigé en latin. Il comprend les quatre Évangiles du Nouveau Testament et a été réalisé à Mayence, à une époque où Mayence était qualifiée d’Aurea Moguntia (Mayence dorée), et à partir de laquelle l'archevêque porta le titre d'« archevêque du Saint-Siège » de Mayence, titre honorifique particulier qu'aujourd'hui seul le Saint-Siège de Rome partage. Le manuscrit de Mayence est considéré comme une des plus significatives œuvres de l’enluminure de l’art religieux si particulier de cette période.
Gardé pendant des siècles dans le trésor de la Cathédrale Saint-Martin de Mayence, l’évangéliaire de Mayence est conservé depuis le siège de Mayence dans la bibliothèque princière d’Aschaffenbourg.